# Bytnica (gmina)
Bytnica – gmina wiejska w województwie lubuskim, w powiecie krośnieńskim. W latach 1975–1998 gmina położona była w województwie zielonogórskim.
Siedziba gminy to Bytnica.
Według danych z 30 czerwca 2004 gminę zamieszkiwało 2628 osób.

## Struktura powierzchni
Według danych z roku 2002 gmina Bytnica ma obszar 208,74 km², w tym:
- użytki rolne: 15%
- użytki leśne: 77%

Gmina stanowi 15,06% powierzchni powiatu.

## Demografia

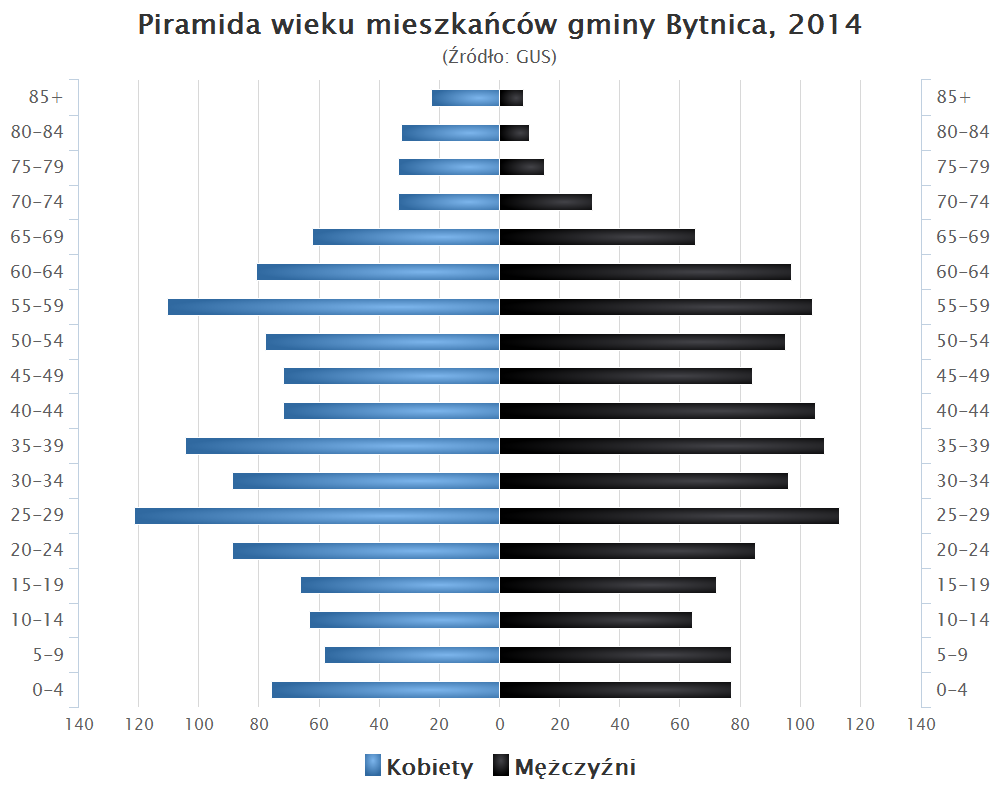
Piramida wieku mieszkańców gminy Bytnica w 2014 roku

Dane z 30 czerwca 2004:
| Opis                              | Ogółem | Ogółem | Kobiety | Kobiety | Mężczyźni | Mężczyźni |
| --------------------------------- | ------ | ------ | ------- | ------- | --------- | --------- |
| jednostka                         | osób   | %      | osób    | %       | osób      | %         |
| populacja                         | 2628   | 100    | 1323    | 50,3    | 1305      | 49,7      |
| gęstość zaludnienia (mieszk./km²) | 12,6   | 12,6   | 6,3     | 6,3     | 6,2       | 6,2       |

## Sołectwa
Budachów, Bytnica, Dobrosułów, Drzewica, Grabin, Gryżyna, Struga

## Pozostałe miejscowości
Budachów-Kolonia, Garbowo, Głęboczek, Głębokie, Kępiny, Łasiczyn, Pliszka, Smolary Bytnickie, Szklarka.

## Sąsiednie gminy
Czerwieńsk, Krosno Odrzańskie, Łagów, Maszewo, Skąpe, Torzym